# MFK Dolný Kubín
MFK Dolný Kubín is een Slowaakse voetbalclub uit Dolný Kubín, die werd opgericht in 1920 onder de naam ŠK Dolný Kubín.

## Naamswijzigingen
- 1920 — opgericht als ŠK Dolný Kubín
- 194? — Spartak Dolný Kubín
- 195? — fusie met RH Dolný Kubín tot Spartak SEZ Dolný Kubín
- 1963 — TJ Dynamo Dolný Kubín
- 1987 — TJ Dynamo ZZO Dolný Kubín
- 1992 — ŠK SEZ Dolný Kubín
- ???? — MFK Dynamo Dolný Kubín
- 2010 — MFK Dolný Kubín

## Eindklasseringen
| Seizoen   | №         | Clubs     | Divisie                     | Duels     | Winst     | Gelijk    | Verlies   | Doelsaldo | Punten    |
| Slowakije | Slowakije | Slowakije | Slowakije                   | Slowakije | Slowakije | Slowakije | Slowakije | Slowakije | Slowakije |
| --------- | --------- | --------- | --------------------------- | --------- | --------- | --------- | --------- | --------- | --------- |
| 2007–2008 | 10        | 16        | II. liga - Východ           | 30        | 10        | 8         | 12        | 34–45     | 38        |
| 2008–2009 | 1         | 16        | II. liga - Východ           | 28        | 17        | 5         | 6         | 34–16     | 56        |
| 2009–2010 | 5         | 10        | 1. slovenská futbalová liga | 27        | 10        | 7         | 10        | 39–31     | 37        |
| 2010–2011 | 8         | 12        | 1. slovenská futbalová liga | 33        | 13        | 7         | 13        | 45–38     | 46        |
| 2011–2012 | 3         | 12        | 1. slovenská futbalová liga | 33        | 15        | 6         | 12        | 43–42     | 51        |